# 保長坑溪

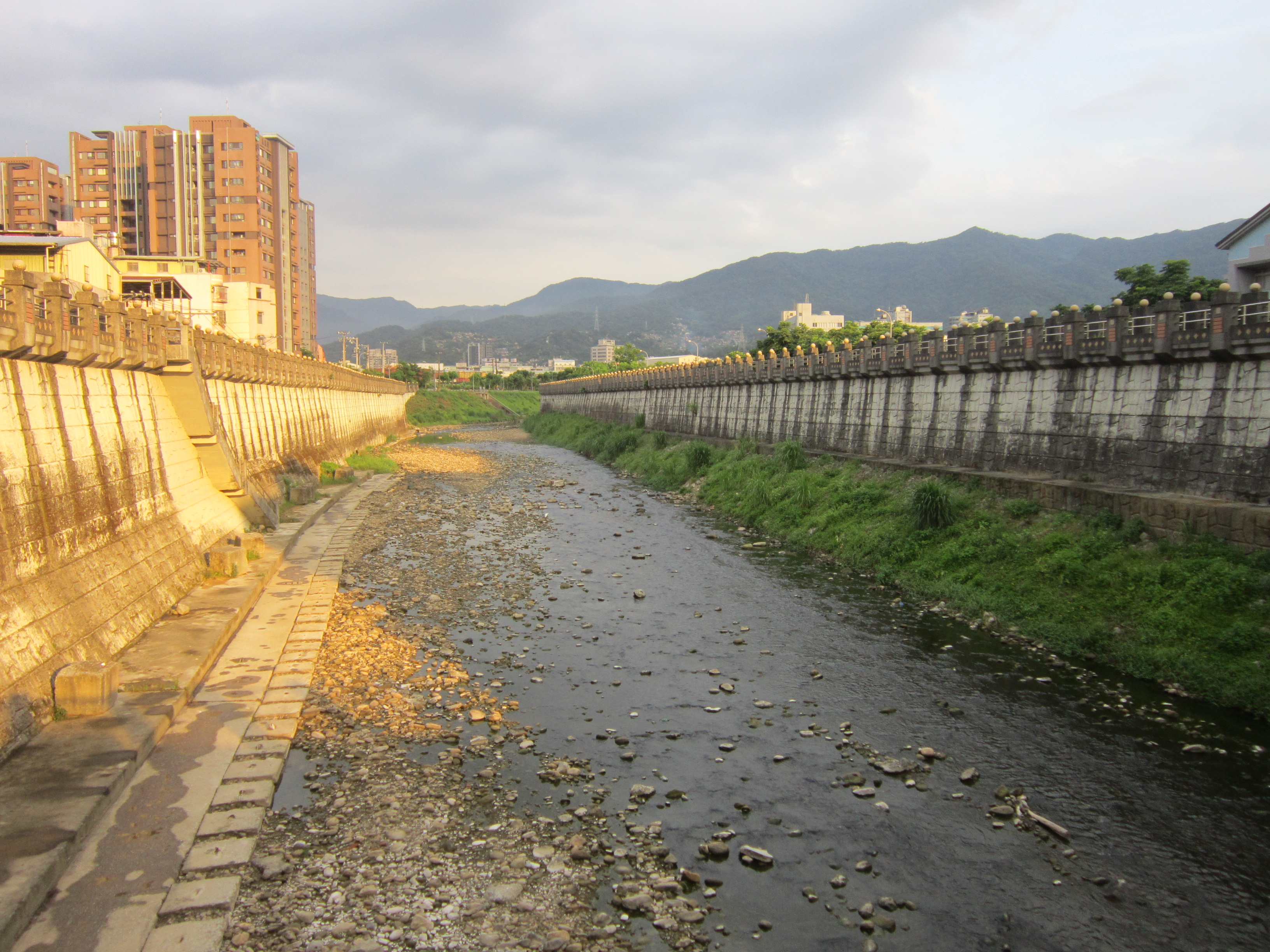
保長坑溪及兩側的堤防

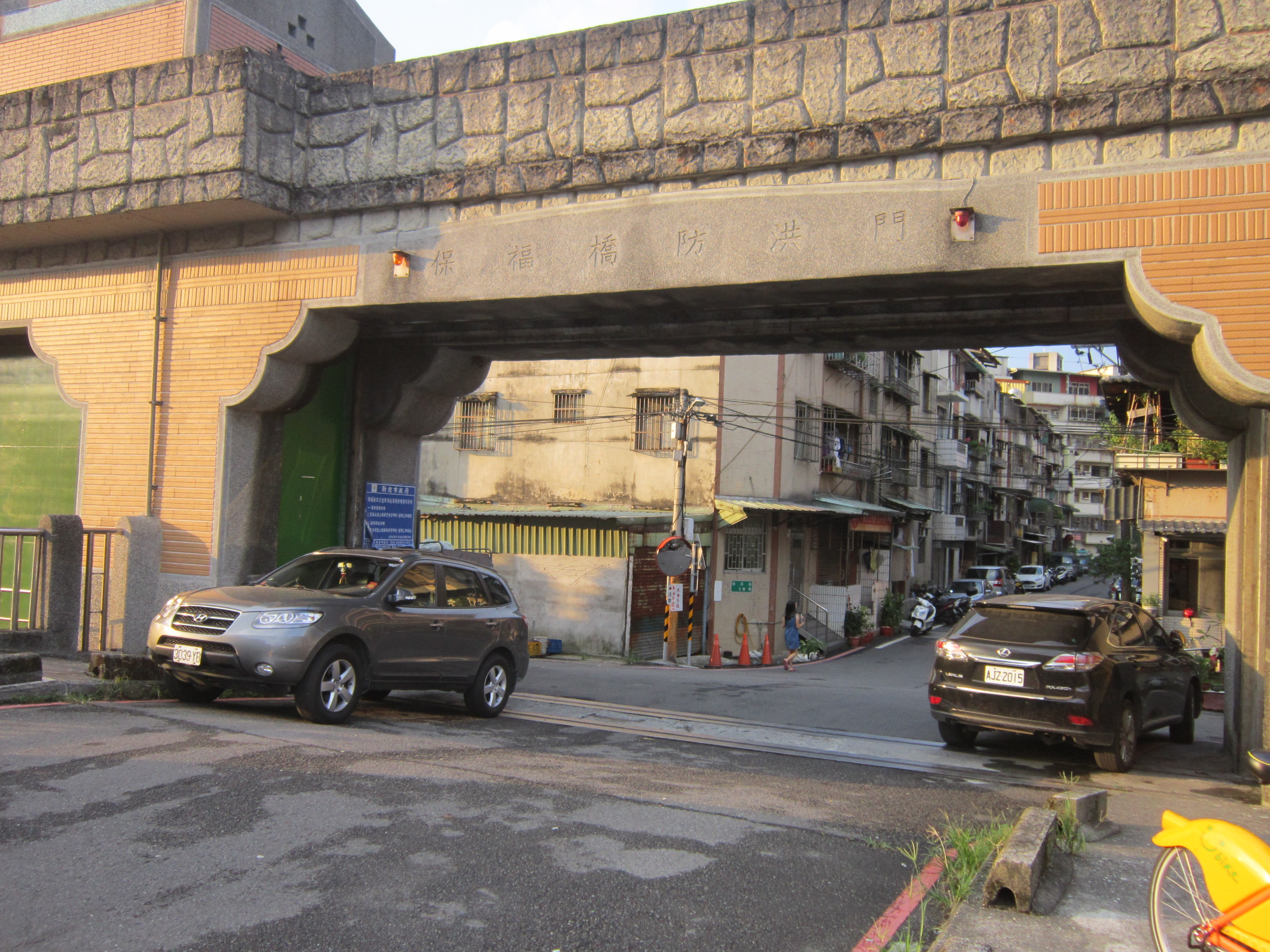
橫跨保長坑溪的保福橋兩端設置防水閘門，閘門外即是保長社區

保長坑溪位於台灣北部，屬於淡水河水系，為基隆河的重要支流，曾是汐止地區易氾濫成災的河川之一，因此政府在河道兩岸興建堤防及閘門，做洪水防治工程。

## 簡介
保長坑溪流域分佈於新北市汐止區東南部，其源流為東山溪，發源於海拔588公尺的耳空龜山東側，先向東北後轉北北西流經柞埤內、石硿子，至石門坑會合西南方流來之小坑溪，始稱保長坑溪，續西北流經保長坑，於五堵注入基隆河。
保長坑溪流域上游西有北茄苳腳山，西南有四分尾山，南有展望峰、耳空龜山，東有姜子寮山、石門山，其中沿四分尾山南脊，經展望峰、耳空龜山至姜子寮山一帶為汐止區與石碇區、平溪區之分水嶺及交界；而姜子寮山北脊、石門山一帶則為新北市與基隆市之分水嶺及交界。
上游東山溪溪谷有東山瀑布，是夏日消暑的理想去處。

## 保長坑溪主要支流
- 保長坑溪
  - 小坑溪
  - 東山溪
    - 姜子寮溪